# Alireza Firuzdża
Alireza Firuzdża, także Alireza Firouzja (pers. ‏علی‌رضا فیروزجا‎ wym. [æliːɾezɑː fiːɾuːzˈdʒɑː]; ur. 18 czerwca 2003 w Babolu) – irański arcymistrz szachowy, wicemistrz świata w szachach szybkich z 2019 roku. Zdobył mistrzostwo Iranu w szachach w wieku 12 lat, a tytuł arcymistrza w wieku 14 lat. W wieku 16 lat osiągnął 2700 punktów Elo w rankingu FIDE. W wieku 18 lat osiągnął 2800 punktów Elo w rankingu FIDE. Od lipca 2021 roku reprezentant Francji
Od listopada 2019 Firuzdża był pierwszym irańskim zawodnikiem na świecie z rankingiem FIDE 2749. W grudniu ogłosił, że nie będzie już grał pod flagą Iranu, po tym, jak Iran wycofał swoich graczy z mistrzostw świata w szachach szybkich i błyskawicznych 2019. Mieszka we Francji i na początku 2020 roku ogłosił zamiar gry pod francuską flagą. W listopadzie 2021 przekroczył ranking FIDE 2800 jako najmłodszy szachista w historii.

## Kariera szachowa
Alireza wygrał Mistrzostwa Młodzieży Azji w szachach klasycznych do lat 12 z wynikiem 7.5/8. Dwukrotnie zdobył mistrzostwo Iranu – w 2016 (z wynikiem 8/11) oraz w 2019 (z wynikiem 9/11). W 2016 roku Międzynarodowa Federacja Szachowa przyznała mu tytuł mistrza międzynarodowego, natomiast w 2018 tytuł arcymistrza.

### 2019
W lutym 2019 po raz drugi w swojej karierze wygrał mistrzostwa Iranu, nie przegrywając żadnej z 11 partii (+7-0=4) – jego ranking uzyskany (ang. rating perfomance) wyniósł 2729. Miesiąc później, wziął udział w Drużynowych Mistrzostwach Świata w szachach – zdobył tam 7 z 9 punktów, a jego drużyna zajęła szóste z dziesięciu miejsc.

### 2020
Na początku 2020 Alireza jako pierwszy Irańczyk wziął udział w turnieju Tata Steel Masters; rok wcześniej Parham Maghsoodloo wziął udział w innej części tego turnieju, Tata Steel Challengers 2019. Zajął dziewiąte miejsce, zdobywając 6.5/13 punktów (+4-4=5), a jego TPR wyniósł 2742.
15 kwietnia Firouzdża wygrał turniej Banter Blitz Cup rozgrywany na platformie chess24, pokonując Magnusa Carlsena w finale 8.5-7.5.
W październiku uczestniczył w zamkniętym, elitarnym turnieju Norway Chess, gdzie uplasował się na drugim miejscu (+4-1=5), wyprzedzając Lewona Aroniana i Fabiano Caruanę.

### 2021
W Pucharze Świata w szachach 2021 został pokonany w drugiej rundzie po dogrywce przez uzbeckiego arcymistrza Javohira Sindarova 2.5-3.5.
We wrześniu 2021 ponownie zajął drugie miejsce w turnieju Norway Chess.
W listopadzie 2021 wygrał turniej FIDE Grand Swiss 2021 z wynikiem 8/11, co zapewniło mu miejsce w turnieju pretendentów rozgrywanym w 2022.
Na Drużynowych Mistrzostwach Europy w szachach 2021 wraz z drużyną Francji zdobył srebrny medal, z wynikiem indywidualnym 8/9 (+7-0=2) oraz TPR wynoszącym 3015. Dzięki znakomitemu wynikowi (w wieku 18 lat, 5 miesięcy i 3 dni) został najmłodszym szachistą w historii, który przekroczył ranking FIDE 2800, bijąc rekord Magnusa Carlsena z 2009 roku.
W grudniu 2021 roku, z wynikiem 15/21, wywalczył brązowy medal na mistrzostwach świata w szachach błyskawicznych.